# Мандельблат, Виктор
Виктор Мандельблат — советский, российский кинорежиссёр документального кино.

## Биография
Виктор Мандельблат работал режиссёром Центрнаучфильма. В соавторстве со сценаристом Б. С. Шейниным поставил фильм «Мы здесь родились», который носил достаточно выраженный пропагандистский характер и демонстрировал «жизнь еврейского народа на территории Советского Союза, его повседневный уклад, работу и отдых. Кадры эти уникальны, где еще можно увидеть, к примеру, как в только что родившейся Еврейской Автономной Области избирали первый сельсовет, услышать голоса людей, которые жили там и трудились, налаживая быт, работая на фермах и заводах. Эта наша история, эти люди сделали немало, для того, чтобы еврейский народ в России выжил, несмотря на все превратности 20-го века».
Фильм создавался по творческой рекомендации одного из пионеров израильского кинематографа, основательницы Израильской студии художественных фильмов Маргот Клаузнер (1905—1975). Хотя к съёмкам приступили до Шестидневной войны, но даже после её начала в ЦК требовали продолжения работы. Фильм в основном демонстрировался за границей, широкому кругу зрителей в СССР стал доступен только после общественно-политических преобразований конца 1980-х годов.

## Фильмография[4]
- 1966 — Нечернозёмная зона (фильм)
- 1969 — Мы здесь родились (фильм)
- 1970 — Технические средства охраны НПЗ (фильм для служебного пользования)[5]
- 1971 — Седьмой мировой нефтяной конгресс (фильм)
- 1972 — Разговор о главном (фильм)